# Расулундраибе, Жан-Жак
Жан-Жак Расулундраибе (малаг. Jean-Jacques Rasolondraibe; род. в 1947) — малагасийский политический деятель, премьер-министр Мадагаскара с 31 мая 2002 по 5 июля 2002 года.